# ATP Challenger Kairo
Das ATP Challenger Kairo (offiziell: Palm Hills International Tennis Challenger) war ein Tennisturnier, das von 1983 bis 2010 in Kairo, Ägypten stattfand. Es gehörte zur ATP Challenger Tour und wurde im Freien auf Sand gespielt. Albert Portas ist mit je zwei Titeln in Einzel und Doppel Rekordsieger des Turniers.

## Liste der Sieger

### Einzel
| Jahr                         | Sieger                    | Finalgegner               | Ergebnis                  |
| ---------------------------- | ------------------------- | ------------------------- | ------------------------- |
| 2010                         | Ivo Minář                 | Simone Vagnozzi           | 3:6, 6:2, 6:3             |
| 2003–2009: nicht ausgetragen |                           |                           |                           |
| 2002                         | Stefano Galvani           | Albert Portas             | 2:6, 7:64, 6:1            |
| 2001                         | nicht ausgetragen         | nicht ausgetragen         | nicht ausgetragen         |
| 2000                         | Albert Portas (2)         | Jiří Vaněk                | 7:5, 6:3                  |
| 1999                         | Karim Alami               | Christophe Rochus         | 6;3, 6:1                  |
| 1998                         | Albert Portas (1)         | Alberto Martín            | 6:2, 1:6, 6:3             |
| 1997                         | Alberto Berasategui       | Karim Alami               | 7:5, 6:3                  |
| 1996                         | Fernando Meligeni         | Alberto Berasategui       | 3:6, 6:1, 6:2             |
| 1992–1995: nicht ausgetragen |                           |                           |                           |
| 1991                         | Bryan Shelton             | Jacco Eltingh             | 7:6, 7:6                  |
| 1990                         | Thomas Muster             | José Francisco Altur      | 6:4, 6:3                  |
| 1989                         | Sergi Bruguera            | Jordi Arrese              | 6:7, 6:4, 6:4             |
| 1988                         | Jordi Arrese              | Carlos di Laura           | 7:6, 6:2                  |
| 1987                         | Alberto Tous              | David de Miguel           | 6:2, 6:3                  |
| 1986                         | nach 1. Runde abgebrochen | nach 1. Runde abgebrochen | nach 1. Runde abgebrochen |
| 1985                         | Fernando Luna (2)         | Trevor Allan              | 6:3, 6:4                  |
| 1984                         | Fernando Luna (1)         | Mark Dickson              | 6:4, 6:2                  |
| 1983                         | Henrik Sundström          | Juan Avendaño             | 6:7, 6:2, 6:0             |

### Doppel
| Jahr                         | Sieger                                  | Finalgegner                       | Ergebnis                          |
| ---------------------------- | --------------------------------------- | --------------------------------- | --------------------------------- |
| 2010                         | Martin Slanar Simone Vagnozzi           | Andre Begemann Dustin Brown       | 6:3, 6:4                          |
| 2003–2009: nicht ausgetragen |                                         |                                   |                                   |
| 2002                         | Karsten Braasch Tomas Behrend           | Albert Portas Álex López Morón    | 7:63, 6:4                         |
| 2001                         | nicht ausgetragen                       | nicht ausgetragen                 | nicht ausgetragen                 |
| 2000                         | Albert Portas (2) Álex López Morón (2)  | Pavel Kudrnáč Petr Kovačka        | 6:4, 6:3                          |
| 1999                         | Juan Ignacio Carrasco Jairo Velasco Sr. | Albert Portas Álex López Morón    | 6:76, 6:4, 7:65                   |
| 1998                         | Albert Portas (1) Álex López Morón (1)  | Salvador Navarro Alberto Martín   | 4:6, 6:3, 6:2                     |
| 1997                         | Tomás Carbonell Francisco Roig          | Wayne Arthurs Eyal Ran            | 6:3, 6:3                          |
| 1996                         | Alberto Berasategui Germán Puentes      | Branislav Gálik Borut Urh         | 6:0, 6:0                          |
| 1992–1995: nicht ausgetragen |                                         |                                   |                                   |
| 1991                         | Martin Damm David Rikl (2)              | Byron Black Marcos Ondruska       | 6:2, 6:3                          |
| 1990                         | Tomáš Anzari David Rikl (1)             | Eduardo Masso Christian Miniussi  | 6:3, 6:7, 7:5                     |
| 1989                         | Jordi Arrese Tomás Carbonell            | Carlos Costa Francisco Roig       | 7:6, 6:3                          |
| 1988                         | Josef Čihák Cyril Suk                   | Roberto Argüello Marcelo Ingaramo | 6:3, 6:2                          |
| 1987                         | Loïc Courteau Tore Meinecke             | Jordi Arrese David de Miguel      | 2:6, 7:6, 6:4                     |
| 1986                         | vor Start abgebrochen abgebrochen       | vor Start abgebrochen abgebrochen | vor Start abgebrochen abgebrochen |
| 1985                         | Anand Amritraj Lloyd Bourne             | Trevor Allan Alberto Tous         | 6:4, 2:6, 7:5                     |
| 1984                         | Brett Dickinson Drew Gitlin             | Marcel Freeman Tim Wilkison       | 7:6, 6:3                          |
| 1983                         | Broderick Dyke Rod Frawley              | Brad Drewett John Feaver          | 6:3, 6:2                          |